# Puchar Wysp Owczych w piłce nożnej (2020)
Puchar Wysp Owczych w piłce nożnej mężczyzn 2020 (far. Løgmanssteypið) – 66. edycja rozgrywek mających na celu wyłonienie zdobywcy Pucharu Wysp Owczych. Tytuł obronił klub HB Tórshavn. Zwycięzca z uwagi na spadek farerskiej ligi w klasyfikacji UEFA, uzyskał prawo do gry w Lidze Konferencji Europy, a nie jak dotychczas w Lidze Europy.
Z uwagi na pandemię COVID-19 rozgrywki przesunięto - rozpoczęły się 27 czerwca, a zakończyły 5 grudnia 2020 roku. Drużyny rozegrały tylko po jednym półfinale, bez dogrywki, przeciwnie niż w latach poprzednich.

## Uczestnicy
W Pucharze Wysp Owczych biorą udział drużyny ze wszystkich poziomów ligowych na archipelagu. Wszystkie zespoły, poza FC Suðuroy, MB Miðvágur, Royn Hvalba i Undrið FF, rozpoczęły grę od pierwszej rundy eliminacyjnej. Cztery wymienione zaczęły od rundy wstępnej.
| Grający od rundy eliminacyjnej | Grający od rundy eliminacyjnej                    | Grający od rundy wstępnej              | Grający od rundy wstępnej |
| Betrideildin 2020 10 drużyn | 1. deild 2020 4 drużyny                           | 2. deild 2020 3 drużyny                | 3. deild 2020 1 drużyna   |
| - AB Argir - B36 Tórshavn - EB/Streymur - HB Tórshavn - ÍF Fuglafjørður - KÍ Klaksvík - NSÍ Runavík - Skála ÍF - TB Tvøroyri - Víkingur Gøta | - 07 Vestur - B68 Toftir - B71 Sandoy - FC Hoyvík | - FC Suðuroy - Royn Hvalba - Undrið FF | - MB Miðvágur             |

## Terminarz
| Runda              | Data pierwszego meczu | Data drugiego meczu | Uwagi                                                                      |
| ------------------ | --------------------- | ------------------- | -------------------------------------------------------------------------- |
| Runda wstępna      | 27 czerwca 2020       | nie rozgrywa się    | Udział rozpoczęły drużyny FC Suðuroy, MB Miðvágur, Royn Hvalba i Undrið FF |
| Runda eliminacyjna | 8 lipca 2020          | nie rozgrywa się    | Udział rozpoczęły pozostałe drużyny ze wszystkich poziomów ligowych        |
| Ćwierćfinał        | 21 listopada 2020     | nie rozgrywa się    |                                                                            |
| Półfinał           | 28 listopada 2020     | nie rozgrywa się    |                                                                            |
| Finał              | 5 grudnia 2020        | nie rozgrywa się    |                                                                            |

## Runda wstępna
| Drużyna 1       | Wynik | Drużyna 2   |
| --------------- | ----- | ----------- |
| 27 czerwca 2020 |       |             |
| FC Suðuroy      | 9:1   | Royn Hvalba |
| MB Miðvágur     | 2:6   | Undrið FF   |

| 27 czerwca 2020 | FC Suðuroy | 9:1   | Royn Hvalba       |                                                                           |
| 15:00 WEST      | Jonn Marni Lindenskov 18', 57' · Dávid Lisberg 23', 29' · Ari Poulsen 40', 75', 86' · Fríði Holm 77' · Pætur Augustinussen 82' | (4:1) | 32' Ólavur Ludvig | á Eiðinum, Vágur Widzów: 80 Sędzia: Kristian Gunnar Joensen (KÍ Klaksvík) |

| 27 czerwca 2020 | MB Miðvágur                                                                      | 2:6   | Undrið FF                                                                                      |                                                                      |
| 15:00 WEST      | Tórður á Presttrøðni 15' (k.) · Jógvan Joensen 33'                               | (2:4) | 7', 30', 81' Símun Pætur Johannesen · 35' Suni Højgaard · 42' Ólavur Sigurheim · 90' Dávid Dam | MB-Arena, Miðvágur Widzów: 150 Sędzia: Stephan Petursson (FC Hoyvík) |
| 15:00 WEST      | Jóhan Hendrik Ellefsen 40' · Frank Gaardlykke 90+1' · Luis Mariano Sanchez 90+5' | (2:4) | 60' Suni Højgaard · 79' Símun Høgnesen                                                         | MB-Arena, Miðvágur Widzów: 150 Sędzia: Stephan Petursson (FC Hoyvík) |

## Runda eliminacyjna
| Drużyna 1    | Wynik        | Drużyna 2       |
| ------------ | ------------ | --------------- |
| 8 lipca 2020 |              |                 |
| TB Tvøroyri  | 1:0          | ÍF Fuglafjørður |
| 07 Vestur    | 3:1          | FC Suðuroy      |
| Skála ÍF     | 4:3          | FC Hoyvík       |
| KÍ Klaksvík  | 1:1 (k. 4:5) | HB Tórshavn     |
| EB/Streymur  | 1:1 (k. 3:5) | NSÍ Runavík     |
| B68 Toftir   | 0:2          | Víkingur Gøta   |
| AB Argir     | 4:1          | Undrið FF       |
| B71 Sandoy   | 2:7          | B36 Tórshavn    |

| 8 lipca 2020 | TB Tvøroyri                             | 1:0   | ÍF Fuglafjørður                             |                                                                       |
| 15:30 WEST   | Ndende Adama Guéye 45'                  | (1:0) |                                             | við Stórá, Trongisvágur Widzów: 150 Sędzia: Rúni Gaardbo (B68 Toftir) |
| 15:30 WEST   | Poul Ingason 43' · Sebastian Kroner 57' | (1:0) | 83' Gundur Petersen · 90' Hans Jákup Lervig | við Stórá, Trongisvágur Widzów: 150 Sędzia: Rúni Gaardbo (B68 Toftir) |

| 8 lipca 2020 | 07 Vestur                                               | 3:1   | FC Suðuroy         |                                                                         |
| 17:30 WEST   | Olivur Tryggvason 18' (sam.) · Gilli Samuelsen 52', 80' | (1:1) | 5' Dávid Lisberg   | á Dungasandi, Sørvágur Widzów: 200 Sędzia: Jákup Mohr (ÍF Fuglafjørður) |
| 17:30 WEST   | Tór-Ingar Akselsen 60'                                  | (1:1) | 46' Reidar Joensen | á Dungasandi, Sørvágur Widzów: 200 Sędzia: Jákup Mohr (ÍF Fuglafjørður) |

| 8 lipca 2020 | Skála ÍF                                                       | 4:3   | FC Hoyvík                   |                                                                |
| 19:00 WEST   | Pætur Jacobsen 18' · Aksel Danielsen 60' · Jan Hansen 76', 90' | (1:0) | 58', 68', 86' Villiam Klein | Mýruhjalla, Skáli Widzów: 137 Sędzia: Rúni Olsen (MB Miðvágur) |
| 19:00 WEST   | Aksel Danielsen 73'                                            | (1:0) | 71' Kristin Mouritsen       | Mýruhjalla, Skáli Widzów: 137 Sędzia: Rúni Olsen (MB Miðvágur) |

| 8 lipca 2020 | KÍ Klaksvík | 1:1 (pd.)     | HB Tórshavn |                                                                |
| 19:00 WEST   | Patrik Johannesen 69' | (0:1, k. 4:5) | 12' Ási Dam | við Djúpumýrar, Klaksvík Sędzia: Petur Reinert (Víkingur Gøta) |
| 19:00 WEST   | Jesper Brinck 78' · Jákup Andreasen 89'                                                                                           | (0:1, k. 4:5) | | við Djúpumýrar, Klaksvík Sędzia: Petur Reinert (Víkingur Gøta) |
| 19:00 WEST   | · Jóanes Danielsen · Boris Dosljak · Patrik Johannesen · Jákup Andreasen · Jóannes Bjartalíð · Steinbjørn Olsen · Ólavur Niclasen | Rzuty karne   | · Kevin Schindler · Heðin Hansen · Daniel Johansen · Mathias Nygaard · Teitur Gestsson · Hilmar Leon Jakobsen · Dan í Soylu | við Djúpumýrar, Klaksvík Sędzia: Petur Reinert (Víkingur Gøta) |

| 8 lipca 2020 | EB/Streymur | 1:1 (pd.)     | NSÍ Runavík                                                                                 |                                                                                 |
| 19:00 WEST   | Teitur Olsen 29' | (1:0, k. 3:5) | 49' Petur Knudsen                                                                           | við Margáir, Streymnes Widzów: 300 Sędzia: Jóhan Hendrik Ellefsen (MB Miðvágur) |
| 19:00 WEST   | Árni Olsen 76' · Rói Olsen 84' · Mikkjal Hellisá 85' · Ragnar Danielsen 87' · Gutti Dahl-Olsen 88' · Gestur Dam 116' | (1:0, k. 3:5) | 94' Petur Knudsen                                                                           | við Margáir, Streymnes Widzów: 300 Sędzia: Jóhan Hendrik Ellefsen (MB Miðvágur) |
| 19:00 WEST   | · Ragnar Danielsen · Hjalti Djurhuus · Andras Olsen · Árni Olsen                                                     | Rzuty karne   | · Jann Benjaminsen · Klæmint Olsen · Jann Martin Mortensen · Aron Knudsen · Rógvi Egilstoft | við Margáir, Streymnes Widzów: 300 Sędzia: Jóhan Hendrik Ellefsen (MB Miðvágur) |

| 8 lipca 2020 | B68 Toftir         | 0:2   | Víkingur Gøta                                 |                                                                    |
| 19:00 WEST   |                    | (0:1) | 32' Finnur Justinussen · 56' Ingi Jonhardsson | Svangaskarð, Toftir Widzów: 500 Sędzia: Eiler Rasmussen (AB Argir) |
| 19:00 WEST   | Áki Johannesen 89' | (0:1) |                                               | Svangaskarð, Toftir Widzów: 500 Sędzia: Eiler Rasmussen (AB Argir) |

| 8 lipca 2020 | AB Argir                                                          | 4:1   | Undrið FF         |                                                              |
| 19:00 WEST   | Tóki á Lofti 43' (88) · Bjarki Nielsen 74' · Gert Drangastein 78' | (1:0) | 89' Dávid Dam     | Skansi Arena, Argir Sędzia: Jón Þór Baldvinsson (B71 Sandoy) |
| 19:00 WEST   | Bartal Petersen 84'                                               | (1:0) | 69' Ólavur Venned | Skansi Arena, Argir Sędzia: Jón Þór Baldvinsson (B71 Sandoy) |

| 8 lipca 2020 | B71 Sandoy                             | 2:7   | B36 Tórshavn                                                                                                  |                                                                       |
| 19:15 WEST   | Brian Okpala 17' · Tijani Mohammed 85' | (1:2) | 3', 77', 87' Stefan Radosavljević · 40' Martin Agnarsson · 60', 72' Árni Frederiksberg · 80' Hannes Agnarsson | inni í Dal, Sandur Widzów: 200 Sędzia: Bjarki Danielsen (NSÍ Runavík) |
| 19:15 WEST   | Alvi Jespersen 15'                     | (1:2) | | inni í Dal, Sandur Widzów: 200 Sędzia: Bjarki Danielsen (NSÍ Runavík) |

## Runda finałowa

### Ćwierćfinały
| Drużyna 1         | Wynik        | Drużyna 2   |
| ----------------- | ------------ | ----------- |
| 25 listopada 2020 |              |             |
| Víkingur Gøta     | 1:0          | TB Tvøroyri |
| B36 Tórshavn      | 3:0          | AB Argir    |
| 07 Vestur         | 1:1 (k. 4:5) | HB Tórshavn |
| NSÍ Runavík       | 1:0          | Skála ÍF    |

| 25 listopada 2020 | Víkingur Gøta                          | 1:0   | TB Tvøroyri                                                                                             |                                                           |
| 17:00 WET         | Sølvi Vatnhamar 85' (k.)               | (0:0) | | Sarpugerði, Norðragøta Sędzia: Eiler Rasmussen (AB Argir) |
| 17:00 WET         | Bergur Gregersen 27' · Noah Mneney 38' | (0:0) | 44' Filip Obadović · 55' Jens Erik Bruhn · 80' Rógvi Joensen · 85' Mark Kongstedt · 87' Dánjal Godtfred | Sarpugerði, Norðragøta Sędzia: Eiler Rasmussen (AB Argir) |

| 25 listopada 2020 | B36 Tórshavn                                                      | 3:0   | AB Argir                                                 |                                                                    |
| 19:00 WET         | Sebastian Pingel 3' · Michal Przybylski 6' · Andrass Johansen 44' | (3:0) |                                                          | Tórsvøllur, Tórshavn Widzów: 250 Sędzia: Alex Troleis (B68 Toftir) |
| 19:00 WET         | Eli Nielsen 22'                                                   | (3:0) | 70' Tróndur á Høvdanum · 73' Bjarni Skála · 76' Ári Arge | Tórsvøllur, Tórshavn Widzów: 250 Sędzia: Alex Troleis (B68 Toftir) |

| 25 listopada 2020 | 07 Vestur                                                                             | 1:1 (pd.)     | HB Tórshavn                                                                               |                                                                      |
| 19:00 WET         | Ragnar Weihe 78'                                                                      | (0:1, k. 4:5) | 7' Mathias Nygaard                                                                        | á Dungasandi, Sørvágur Widzów: 300 Sędzia: Rúni Gaardbo (B68 Toftir) |
| 19:00 WET         | Emil Mikkelsen 95' · Rafael Veloso 110' · Zoran Vujović 120+2'                        | (0:1, k. 4:5) | 112' Adrian Justinussen · 120+1' Mathias Nygaard                                          | á Dungasandi, Sørvágur Widzów: 300 Sędzia: Rúni Gaardbo (B68 Toftir) |
| 19:00 WET         | · Predrag Jeremicn · Sølvi Egilsson · Jóannis á Steig · Martin Tausen · Zoran Vujović | Rzuty karne   | · Mathias Nygaard · Øssur Dalbúð · Adrian Justinussen · Teitur Gestsson · Daniel Johansen | á Dungasandi, Sørvágur Widzów: 300 Sędzia: Rúni Gaardbo (B68 Toftir) |

| 25 listopada 2020 | NSÍ Runavík      | 1:0   | Skála ÍF |                                                            |
| 19:00 WET         | Aron Knudsen 75' | (0:0) |          | við Løkin, Runavík Sędzia: Kári á Høvdanum (Víkingur Gøta) |

### Półfinały
| Drużyna 1         | Wynik | Drużyna 2    |
| ----------------- | ----- | ------------ |
| 28 listopada 2020 |       |              |
| Víkingur Gøta     | 2:1   | B36 Tórshavn |
| 29 listopada 2020 |       |              |
| NSÍ Runavík       | 1:3   | HB Tórshavn  |

| 28 listopada 2020 | Víkingur Gøta                      | 2:1   | B36 Tórshavn                                                                                       |                                                                  |
| 19:00 WET         | Jákup Johansen 25' · Ari Olsen 67' | (1:1) | 22' (k.) Alex Mellemgaard                                                                          | við Løkin, Runavík Widzów: 800 Sędzia: Alex Troleis (B68 Toftir) |
| 19:00 WET         | Noah Mneney 35' · Ari Olsen 86'    | (1:1) | 53' Símun Rógvi Hansen · 63' Stefan Radosavljević · 75' Alex Mellemgaard · 90+1' Benjamin Heinesen | við Løkin, Runavík Widzów: 800 Sędzia: Alex Troleis (B68 Toftir) |

| 29 listopada 2020 | NSÍ Runavík                           | 1:3   | HB Tórshavn                                                       |                                                                              |
| 15:00 WET         | Klæmint Olsen 65'                     | (0:2) | 8' Daniel Johansen · 45' Adrian Justinussen · 81' Daniel Johansen | við Djúpumýrar, Klaksvík Widzów: 800 Sędzia: Kári á Høvdanum (Víkingur Gøta) |
| 15:00 WET         | Oddur Højgaard 59' · Búi Egilsson 83' | (0:2) | 65' Mathias Nygaard                                               | við Djúpumýrar, Klaksvík Widzów: 800 Sędzia: Kári á Høvdanum (Víkingur Gøta) |

### Finał
| 5 grudnia 2020 16:00 WET | Víkingur Gøta | 0:2(0:1)Raport | HB Tórshavn · 24' (sam.) Gunnar Vatnhamar · 55' Mads Mikkelsen | Tórsvøllur, Tórshavn Widzów: 1100 Sędzia: Jóhan Hendrik Ellefsen (MB Miðvágur) |
|                          |               |                | kartki: · 66' Delphin Tshiembe                                 |                                                                                |

|                     |    |                           |
|                     |    |                           |
| BR                  | 1  | Elias Fagrá               |
| OB                  | 4  | Atli Gregersen (C)        |
| OB                  | 8  | Bergur Gregersen          |
| OB                  | 21 | Noah Mneney 82'           |
| OB                  | 24 | Gunnar Vatnhamar          |
| PO                  | 6  | Bogi Reinert-Petersen 56' |
| PO                  | 18 | Jákup Johansen            |
| PO                  | 10 | Sølvi Vatnhamar           |
| PO                  | 18 | Arnbjørn Svensson 70'     |
| PO                  | 22 | Ari Olsen                 |
| NA                  | 17 | Finnur Justinussen        |
| Rezerwowi:          |    |                           |
| BR                  | 25 | Sonni Højgaard            |
| OB                  | 29 | Olaf Bárðarson 70'        |
| PO                  | 5  | Elias Lervig              |
| PO                  | 9  | Martin Klein 82'          |
| PO                  | 15 | Geza David Turi 56'       |
| NA                  | 2  | Andreas Olsen             |
| ??                  | 20 | Aron Ellingsgaard         |
| Trener:             |    |                           |
| Jóhan Petur Poulsen |    |                           |

|               |    |                          |
|               |    |                          |
| BR            | 1  | Teitur Gestsson (C)      |
| OB            | 5  | Delphin Tshiembe         |
| OB            | 6  | Daniel Johansen 46'      |
| OB            | 23 | Hilmar Leon Jakobsen 46' |
| PO            | 4  | Heðin Hansen             |
| PO            | 7  | Adrian Justinussen       |
| PO            | 8  | Dan í Soylu              |
| PO            | 15 | Heri Mohr                |
| PO            | 18 | Mathias Nygaard          |
| PO            | 19 | Hørður Askham            |
| NA            | 22 | Mikkel Dahl 77'          |
| Rezerwowi:    |    |                          |
| BR            | 16 | Jákup Højgaard           |
| OB            | 3  | Jógvan Rói Davidsen 46'  |
| OB            | 17 | Bartal Wardum            |
| PO            | 9  | Tróndur Jensen           |
| PO            | 26 | Mads Mikkelsen 46'       |
| NA            | 11 | Pætur Petersen 77'       |
| NA            | 25 | Øssur Dalbúð             |
| Trener:       |    |                          |
| Berthel Askou |    |                          |

| Zdobywca Pucharu Wysp Owczych 2020 |
| HB Tórshavn 28. tytuł              |
| ---------------------------------- |